# HNK Levanda Velo Grablje
HNK Levanda je hrvatski nogometni klub iz sela Velog Grablja (na mjesnoj čakavštini: Levuonda iz Velog Gruobja) na otoku Hvaru. Natječe se u Hvarskoj nogometnoj ligi. 

## Povijest
Športska tradicija u selu je već postojala, a prvi su bili balote i "balune od ruke" (zoga-falo). Mještani su već igrali u susjednom Brusju i Hvaru, i mladež se zaludila za nogomet. Na to su osnivači okupljeni u Petroli gdje se pripravljalo levandino i ružmarinovo ulje odlučili osnovati klub koji će predstavljat njihovo selo. Uz nogomet, u ovo iznimno športsko selo došli su poslije i rukomet, košarka, stolni tenis, šah, čak i hokej na betonu. Klub je osnovan 29. lipnja 1971. godine, u zlatnim godinama za uzgajivače levande koja ovdje raste u obilju, a Velo Grablje bilo jedan od najvećih proizvođača levandinog ulja. Zbog važnosti levande za otok i mjesto, njoj u čast i zahvalu dana imena su ponijela nogometni i boćarski klub.
Prve su dresove kupili u Splitu. U prodaji su bile samo osnovne boje, pa umjesto namjeravane ljubičaste kupili su zelenu. Klub se financirao od ostataka pri destilaciji levande u mjesnoj poljoprivrednoj zadruzi, koje bi mještani ostavili za klub. Zera muteža ostala bi na dnu posude, a do završetka žetve levande skupilo bi se dovoljno levandina ulja iz kojeg se financiralo klub. Klupska je osobitost i što su utakmice i treninge održavali na igralištu oko župne crkve sv. Kuzme i Damjana (43°10′14″N 16°31′17″E / 43.1704282°N 16.5213809°E) koje je oblika slova L, pa se dvojica vratara nisu mogla vidjeti. Dugogodišnja je klupska praksa bila da u momčadi igraju samo Grobjani. Zbog promjena gospodarstvene strukture, uspona turizma, iseljavanja mladeži u Hvar i ina mjesta, a iz već malešnog sela, bilo je sve teže imati igračku bazu samo od mještana. Levanda je unatoče svemu opstala i cijelo se je vrijeme natjecala u Hvarskoj nogometnoj ligi. Tek u bližoj prošlosti došli su i igrači izvana. I danas su možda jedini klub u Hvorskoj nogometnoj ligi koji nema plaćenih igrača s kopna (stanje 22. listopada 2020.). Do danas je klub triput bio prvak Hvara i četiri puta pobjednik Kupa otoka Hvara.

## Poznati pojedinci
Službeno najbolji strijelci lige u dresu Levande bili su Nikica Petrić 1987. i 1988., Dinko Ćurin 1996. i Tomislav Domančić 2019. godine. Gledano po prosjeku golova po sezoni i stažu, najbolji strijelac bio je Šime Jeličić koji je bio na probi u NK Zagrebu koji je onda vodio Miroslav Blažević. Pripremno je razdoblje igrao s legendarnim hrvatskim nogometašem Mariom Mandžukićem.

## Ostalo
Klupska je boja izabrana prema boji levande koju biljka ima do cvatnje. Razmatralo se uzeti ljubičastu, boju levandina cvijeta, no onda su jedine dostupne boje u prodaji bile one osnovne. Zelena je klupska boja sve do danas. Klupski je slogan Zelena je naša boja, bit ćemo prvaci Škoja.... Klub svake godine organizira tradicijsku Zelenu noć koja je zadnjih godina u sklopu Hvarskog maskenbala, organiziraju se susreti Stari protiv Mladih, dok veterani održavaju Turnir prijateljstva s kolegama iz Slovenije. Godinama Levanda organizira memorijal “Lukša Nezić”, u čast na svog rano preminulog nogometaša.

## Uspjesi
Po stanju nakon završetka sezone 2010./11., velogrobjanska Levonda je bila tri puta prvak otoka Hvara.

## Rezultati po sezonama
- 1971. ?
- 1972. 1. u B ligi
- 1973. 5. u A ligi (ispali u B)
- 1974. ?
- 1974./75. ?
- 1975./76. ?
- 1976./77. ?
- 1977./78. prvak
- 1978./79. ?
- 1979./80. ?
- 1980./81. ?
- 1981./82. ?
- 1982./83. ?
- 1983./84. ?
- 1984./85. ?
- 1985./86. ?
- 1986./87. ?
- 1987./88. ?
- 1988./89. ?
- 1989./90. ?
- 1990./91. nije se igralo
- 1991./92. nije se igralo zbog rata
- 1992./93. nije se igralo zbog rata
- 1993./94. nije se igralo zbog rata
- 1994./95. nije se igralo zbog rata
- 1995./96. ?
- 1996./97. 5. (od 11)
- 1997./98. prvak[2]
- 1998./99. 4. (od 12)
- 1999./2000. 7. (od 11)
- 2000./01. 5. (od 10)
- 2001./02. 8. (od 11)
- 2002./03. ?
- 2003./04. ?
- 2004./05. ?
- 2005./06. 7. (od 12)
- 2006./07. 6. (od 12)
- 2007./08. prvak[2]
- 2008./09. 3. (od 12)
- 2009./10. 4.
- 2010./11. prvak[3][2]
- 2011./12. 2.[4]

## Zanimljivosti
Jedan od poznatijih donatora ovog kluba je nogometaš Igor Tudor, koji je rodom iz obližnjeg Malog Grablja.
HNK Levanda ima oko 30 registriranih igrača, dok je broj stanovnika Velog Grablja tek oko 20 (21 po popisu iz 2001.). Razlog time je što u gradu Hvaru živi mnogo obitelji doseljenika iz Velog Grablja kojima je posebna čast igrati za HNK Levandu.

## Vanjske poveznice
- Arhivirana inačica izvorne stranice od 17. ožujka 2007. (Wayback Machine) S utakmice HNK Levanda - NK Dalmatinac Jelsa